# Elizabeth Jill Cowley
Elizabeth Jill Cowley ( 1940) es una botánica inglesa, que se ha desempeñado en Kew Gardens, especializándose en la flora tropical de África oriental.

## Algunas publicaciones
- 1982. Cowley, E.J. (1982), «A revision of Roscoea (Zingiberaceae)», Kew Bulletin 36 (4): 747-777, consultado el 21 de octubre de 2011.
- 1988. Burmanniaceae. Nº 34 de Flora of tropical East Africa. 9 pp. ISBN 90-6191-340-3
- 1998. Cowley, Jill & Wilford, Richard (1998), «Plate 349. Roscoea tumjensis», Curtis's Botanical Magazine 15 (4): 220-225, doi:10.1111/1467-8748.00176 .

### Libros
- 1988. Burmanniaceae. Róterdam, A.A. Balkema ISBN 978-90-6191-340-5 series=Flora of Tropical East Africa

- 1989. Smilacaceae. Ed. CRC Press. 292 pp. ISBN 90-6191-347-0

- 2007. The genus Roscoea. Royal Botanic Gardens, Kew ISBN 978-1-84246-134-1

## Honores

### Epónimos
- (Apocynaceae) Ochrosia cowleyi F.M.Bailey[1]

- (Rubiaceae) Aidia cowleyi Puttock[2]
- La abreviatura «Cowley» se emplea para indicar a Elizabeth Jill Cowley como autoridad en la descripción y clasificación científica de los vegetales.[3]